# Challis (Idaho)
Challis é uma cidade localizada no Estado americano de Idaho, no Condado de Custer.

## Demografia
Segundo o censo americano de 2000, a sua população era de 909 habitantes.
Em 2006, foi estimada uma população de 873, um decréscimo de 36 (-4.0%).

## Geografia
De acordo com o United States Census Bureau tem uma área de
4,7 km², dos quais 4,6 km² cobertos por terra e 0,1 km² cobertos por água. Challis localiza-se a aproximadamente 1601 m acima do nível do mar.

## Localidades na vizinhança
O diagrama seguinte representa as localidades num raio de 80 km ao redor de Challis.